# Hôtel de Joannis de Verclos

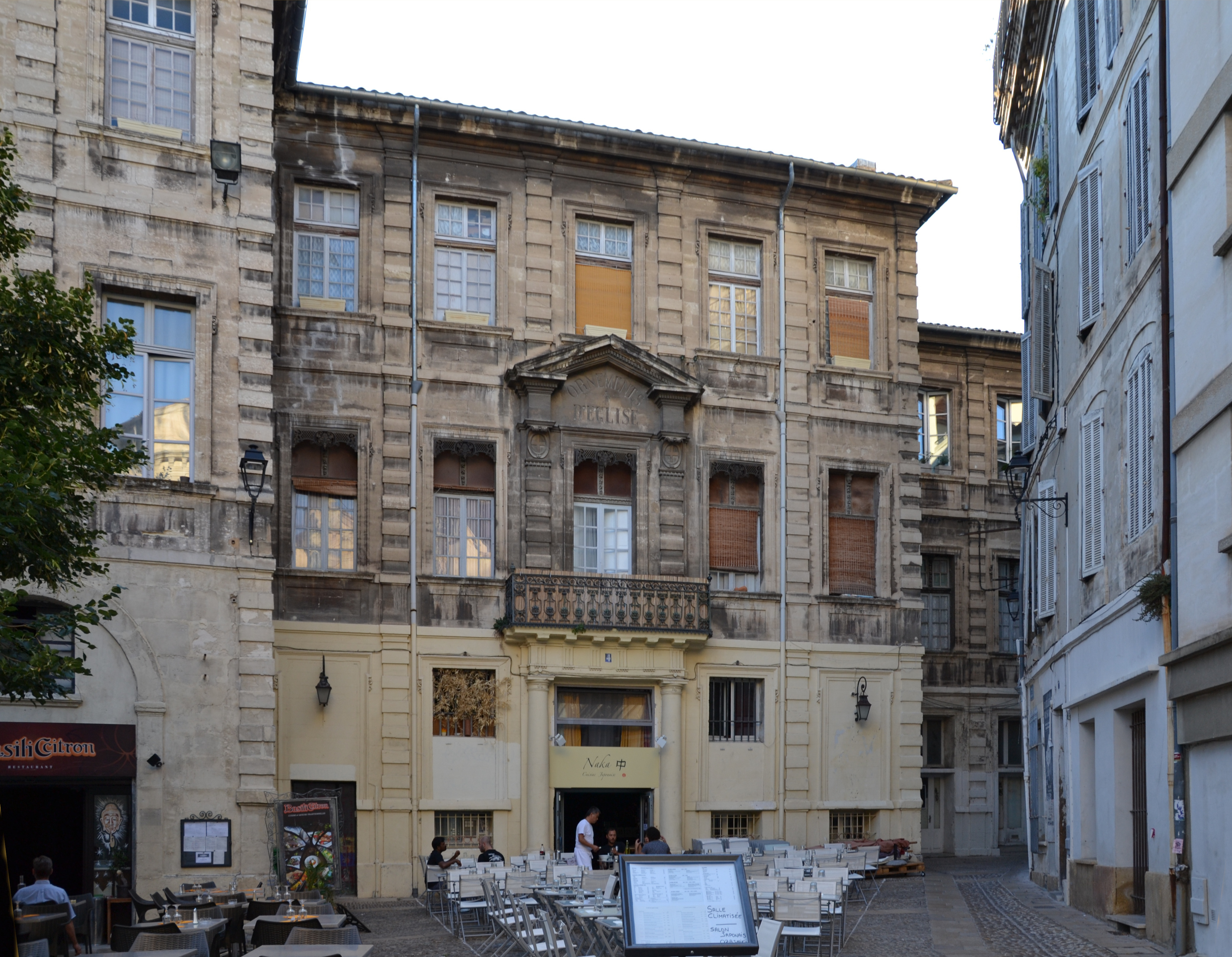
Hôtel de Joannis de Verclos in Avignon

Het Hôtel de Joannis de Verclos of korter Hôtel de Verclos (1682) bevindt zich in de stad Avignon, hoofdplaats van het Franse departement Vaucluse. Het is gelegen aan de Place de la Principale 4. Het Hôtel de Verclos was de residentie van de adellijke familie Joannis, heren van Verclos in het prinsdom Oranje. 

## Historiek
Alvorens de 17e-eeuwse versie er stond, bouwden leden van de familie Joannis er hun woning in de middeleeuwen (circa 1420). De familie Joannis was geëmigreerd uit het hertogdom Toscane. Hun Italiaanse naam was Giovani. De heren de Giovani uit Florence verfransten hun naam in de Joannis. De eerste edelman in Avignon met deze naam was Léon de Joannis (1420). Deze man zetelde in de stadsraad van Avignon namens andere edellieden.
Pierre I de Joannis, zijn neef, verwierf nog meer panden in Avignon. Hij huwde met Marguerite de Nostradamus, een nicht van Michel Nostradamus.
Honderd jaar later leefde Pierre II ridder de Joannis. Hij verwierf in het prinsdom Oranje de heerlijkheid Verclos. Hiertoe zwoer hij als heer van Verclos trouw aan Frederik Hendrik, prins van Oranje. Sindsdien noemde de familie zich de Joannis de Verclos. Zijn zoon Charles-Joseph de Joannis, markies van Verclos, zwoer trouw aan de prins van Oranje en werd hoveling bij de legaat van de paus in Avignon (1678). Hij liet de residentie groots herbouwen in de versie zoals ze nadien gebleven is. 
Het gebouw bleef nadien verder in privé-handen. Het Hôtel de Verclos werd erkend als monument historique van Frankrijk in 1949.